# Anwil
Anwil est une commune suisse du canton de Bâle-Campagne, située dans le district de Sissach. C'est la commune la plus à l'est du canton.

## Histoire

Vue aérienne de 3000 m par Walter Mittelholzer (1922).

Ce village situé à 600 mètres d'altitude dans le massif du Jura est cité pour la première fois en 1276. À la fin du Moyen Âge, Anwil appartient à la famille d'Alt-Homburg, avant de passer aux Habsbourg-Laufenburg, puis aux Habsbourg-Autriche jusqu'au XIVe siècle lorsque la commune passe (tout d'abord partiellement puis totalement en 1534) sous l'autorité de l'évêché de Bâle.
Le village subit un gros incendie en 1592 et, comme ses voisins, est pillé pendant la guerre de Trente Ans. La commune passe finalement sous l'autorité du demi-canton de Bâle-Campagne lors de sa création en 1833.